# خائوتنگ
خائوتنگ (به لاتین: Gauteng) یکی از استان‌های آفریقای جنوبی است.

## خصوصیات
خائوتنگ ۱۸٬۱۷۸ کیلومترمربع مساحت و ۱۲٬۲۷۲٬۲۶۳ نفر جمعیت دارد.